# Bafaka
Bafaka (ou Bafaka Balue) est une localité du Cameroun, située dans l'arrondissement d'Ekondo-Titi, le département du Ndian et la Région du Sud-Ouest.

## Géographie
La localité est située à 32 km au nord-est du chef-lieu communal Ekondo-Titi.

## Population
La localité comptait 446 habitants en 1953, 882 en 1968-1969 et 1 097 en 1972, principalement des Balue.
Lors du recensement national de 2005, on y a dénombré  3 149 personnes.

## Histoire
Les ancêtres de ce village bantou perché sur les monts Rumpi retracent leurs origines jusqu'à un homme du nom de Ngoe wa Mbongo (également appelé Nambongo, Nembongo ou Nebongo) et originaire de Kota, dans l'ancien royaume Kongo.
Le peuple de Bafaka Balue émigra probablement vers le XIIIe siècle du Congo ou de l'île de Bioko, au large de la Guinée équatoriale, par le Rio del Rey. 
Il existe plusieurs clans dans le groupe ethnique Oroko, répartis sur une constellation de villages et de tribus. Les Bareka et les Bakutari, qui sont les plus nombreux à Bafaka, sont présents dans tous les villages de la tribu Balue. D'autres clans ou familles présentes à Bafaka incluent les Bonyari, Bondonge, Bobie, Bombori, ou encore les Dibandakori.

## Économie
Des mines d'or sont présentes sur le territoire de la localité.

## Éducation
Bafaka Balue est doté d'un lycée (anglophone) qui accueille des classes de 1er et 2e cycles.